# 2016년 뮌헨 총기 난사 사건

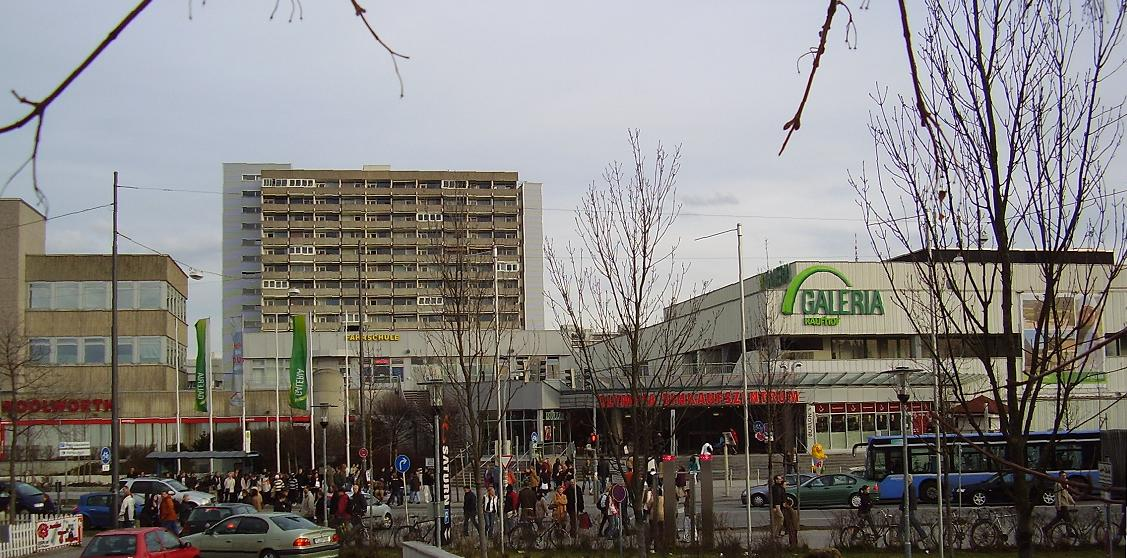
총기 난사가 발생한 독일 뮌헨 올림피아 쇼핑몰

2016년 7월 22일 독일 뮌헨 올림피아 아인카우프스첸트룸에서 총기 난사 사건이 발생하였다. 총격은 쇼핑몰 인근 맥도날드에서 시작됐으며, 총기 난사범을 포함한 10명이 죽고 21명이 다쳤다고 전해졌다. 범행을 저지른 총기난사범은 18세의 이란계 독일인 남성으로 밝혀졌다.

## 같이 보기
- 비넨덴 학교 총기 난사 사건
- 2011년 노르웨이 테러